# جرائم الحرب في بولندا المحتلة خلال الحرب العالمية الثانية
قُدر أن نحو ستة ملايين مواطن بولندي قد لقوا حتفهم خلال الحرب العالمية الثانية. كان معظمهم مدنيين قُتلوا بسبب أعمال ألمانيا النازية والاتحاد السوفييتي. في المحكمة العسكرية الدولية التي أُقيمت في نورنبرغ، ألمانيا في 1945-1946، حدثت ثلاثة أنواع من الجرائم في زمن الحرب: شن حرب عدوانية، وجرائم حرب، وجرائم ضد الإنسانية. صُنفت هذه الأنواع الثلاثة للجرائم للمرة الأولى منذ نهاية الحرب على أنها انتهاكات للقيم والمعايير الإنسانية الأساسية. ارتُكبت هذه الجرائم في بولندا المحتلة على نطاق واسع.
في عام 1939، تألفت القوات الغازية من 1.5 مليون ألماني وتقريبًا نصف مليون سوفييتي. قُسمت أراضي بولندا بين ألمانيا النازية والاتحاد السوفييتي. اجتاح السوفييت الأراضي في الشرق في صيف عام 1941 وخريفه، والتي تضم عددًا كبيرًا من السكان البيلاروسيين والأوكرانيين، واجتاحتها ألمانيا النازية في البداية بعملية بارباروسا الناجحة ضد الاتحاد السوفييتي. طغت أعمال الدول المُحتلة على الدولة البولندية المستقلة وسببت أضرارًا جسيمةً للإرث الثقافي للبلاد. تضمنت جرائم الحرب الأخرى ضد بولندا عمليات ترحيل الهدف منها هو التطهير العرقي، وفرض العمالة القسرية، والتهدئة، وأعمال الإبادة الجماعية.

## غزو بولندا
منذ 1 سبتمبر عام 1939، كان الهدف من الحرب ضد بولندا هو تنفيذ خطة أدولف هتلر الواردة في كتابه كفاحي. كان الهدف الرئيسي من الخطة هو جعل كامل أوروبا الشرقية جزءًا من الليبنسراوم (تعني بالألمانية الموطن أو الحيز المعيشي) في ألمانيا العظمى. لاحظ المؤرخ الألماني يوهن بولر أن حرب الإبادة لم تبدأ بخطة الحل الأخير، بل إنها بدأت فورًا بعد الهجوم على بولندا. سرعان ما نشرت دعاية غوبلز ووزعت كتابين عبر ألمانيا يستندان إلى معلومات خاطئة: وثائق عن الوحشية البولندية وذنب الدم اليهودي، وذلك من أجل التسبب بالغضب العارم ضد البولنديين والتحريض على قبول شعبي واسع النطاق للحرب الشاملة (أي الحرب دون أي قيود قانونية أو أخلاقية). أُرسِلت الفيرماخت (القوات المسلحة الألمانية) «لتقتل الرجال والنساء والأطفال المنحدرين من عرق بولندي دون رحمة أو تردد» بأمر من أدولف هتلر في خطابه إلى القادة العسكريين في 22 أغسطس عام 1939. يمكن اعتبار ذلك محاولة لتدمير الأمة بأكملها. اعتقد الألمانيون الغزاة أن البولنديين أقل شأنًا منهم عرقيًا.

### الإعدامات العشوائية رميًا بالرصاص
كتب بولر: «ارتكبت القوات الألمانية منذ بداية الحرب ضد بولندا مذابح وإعدامات للمدنيين. لم يجرِ البحث في العديد من هذه الأعمال الوحشية بشكل مناسب بعد الحرب، وذلك بسبب التقسيم السياسي بين أوروبا الشرقية والغربية خلال الحرب الباردة». لا تحدد روايات شهود العيان البولنديين الوحدات الألمانية المتورطة؛ ولا يمكن تتبع هذه المعلومات إلا من خلال السجلات الألمانية. نتيجةً لذلك، نُسبت الجرائم التي ارتكبها الهير (الجيش الألماني النظامي) غالبًا عن طريق الخطأ إلى مجموعات عمليات إس إس في التاريخ الرسمي البولندي. تُشير التقديرات إلى وجود مئتي عملية إعدام يوميًا في شهر سبتمبر من عام 1939. اشتكى راينهارد هايدريش، وهو رئيس مكتب الأمن الرئيسي للرايخ، من أن المعدل كان بطيئًا للغاية. كانت عمليات الإعدام الجماعية تُنفّذ غالبًا في الأماكن العامة مثل ساحة البلدة من أجل بث الرعب.
توضح السجلات أن نحو خمسمئة وإحدى وثلاثين بلدة وقرية قد أُحرقت خلال التقدم الألماني عبر بولندا. بحلول نهاية شهر سبتمبر من عام 1939، تضمنت أسماء المستوطنات والتواريخ وأرقام المدنيين الذين أُعدموا على يد الفيرماخت ما يلي: ستاروغراد (2 سبتمبر)، 190 بولنديًا، 40 منهم من اليهود؛ شفيكاتوفو (3 سبتمبر)، 26 بولنديًا؛ فيروسوف (3 سبتمبر)، 20 بولنديًا جميعهم من اليهود. في 4 سبتمبر عام 1939، ارتكب فوج المشاة الثاني والأربعون مذبحة شيستوخوفا التي ذهب ضحيتها 1,140 مدنيًا أو أكثر، 150 منهم من اليهود، قُتلوا في عمليات إطلاق نار وحشية في العديد من المواقع داخل المدن، ما أدى إلى حمام دم نهائي وفقًا لتقارير بولندية، بما في ذلك إطلاق قوات خائفة وغير متمرسة النارَ على حشد مكون من عشرة آلاف مدني محتجزين رهائن في الميدان الرئيسي. لم تسجل إحصاءات الفيرماخت الرسمية إلا 96 ذكرًا و3 إناث ضحايا لما يُسمى أعمال «المناهضة الحزبية» في المدينة.
قُتل 28 بولنديًا في إيميلين (4-5 سبتمبر)؛ في كايتانوفيتسه (5 سبتمبر)، قُتل 72 مدنيًا انتقامًا لحصانين ألمانيين قُتلا بنيران ألمانية صديقة؛ في ترزبينيا (5 سبتمبر)، قُتل 97 مدنيًا بولنديًا؛ في بيوتركوف (5 سبتمبر)، أُضرمت النار في القسم اليهودي من المدينة؛ في بنجن (8 سبتمبر)، أُحرق مئتا مدني حتى الموت؛ في كليسكو (9-10 سبتمبر)، أُعدم ثلاثمئة مواطن؛ في مسزادلا (10 سبتمبر)، قُتل 153 بولنديًا؛ في جمينا بيسكو (11 سبتمبر)، قُتل 21 بولنديًا؛ في كوفاليفيتس (11 سبتمبر)، قُتل 23 بولنديًا؛ في بيليتسا (12 سبتمبر)، قُتل 36 بولنديًا، 32 منهم من اليهود؛ في أولسيفو (13 سبتمبر)، قُتل 13 شخصًا (نصف القرية) من أولسيفو وعشرة أشخاص من بيتكوفو بينهم نساء وأطفال طُعنوا بالحِراب، وأُطلقت عليهم النار ونُسفوا بقنابل يدوية، وأُحرقوا أحياءً في إسطبل؛ في ميليك (13 سبتمبر)، أُحرق 55 يهوديًا حتى الموت؛ في بياتيك (13 سبتمبر)، قُتل 50 بولنديًا، سبعة منهم من اليهود. في 14-15 سبتمبر، استُهدف 900 بولندي يهودي، معظمهم من المثقفين، في عمليات إطلاق نار متوازية في برزيميسل وميديكا؛ كان ذلك إنذارًا بقدوم المحرقة. في الوقت نفسه تقريبًا، قُتل 44 بولنديًا في سوليك (14 سبتمبر)؛ بعد ذلك بوقت قصير، قُتل 40 مواطنًا ألمانيًا في خوينيتسه، و23 بولنديًا في جمينا كليسكو، و22 بولنديًا في بودكوف، ومئتا بولندي يهودي في دينوف. استمرت عمليات الإعدام العلنية إلى ما بعد شهر سبتمبر، من ضمنها بلديات مثل مقاطعة فيروسوف، وجمينا بيسكو، وجمينا غيدل، وجمينا ريتسيفول، وجمينا سيينكا، وغيرها.
في بلدة بيدغوشتش، حاولت ميليشيا فولكسدويتشر سيلبستشوتز (الرتل الألماني الخامس) مساعدة قوات الغزو الألمانية من خلال إطلاق النار على القوات البولندية. أعدم البولنديون عددًا من المُخربين بتهمة الخيانة، بما في ذلك حيازتهم الأسلحة العسكرية. أطلقت الحكومة الألمانية النازية على حادثة بيدوغوشتش اسم الأحد الدامي، وادعت قتل الألمان بالجملة في المدينة، والذي لم يكن صحيحًا. عندما استولت قوات الفيرماخت على بيدوغوشتش في شهر أكتوبر، بدأت فرق القتل الموكلة بقتل المدنيين البولنديين بدافع الانتقام في وادي الموت (بيدوغوشتش)؛ مات نحو 20 ألف شخص إجمالًا.
ذُبح جنود الجيش البولندي الأسرى إلى جانب المدنيين. في اليوم الأول للغزو (1 سبتمبر 1939)، قُتل سجناء الحرب البولنديون على يد الفيرماخت في بيلخوفيتس، وكوتشوف، وجيرالتوفيتس، وبويكوف، ولوبلينينس، وكوتشيتس، وزافيش، وأورنونتوفيتس، وويري. لم يعتبر الجيش الألماني الجنود المعتقلين مقاتلين لأنهم قاتلوا بشكل مختلف عنهم، إذ تجنبوا غالبًا المواجهة المباشرة لصالح تكتيكات حرب العصابات في مواجهة القوة الساحقة. قدّر المؤرخ تادويش بيتروفسكي إعدام أكثر من 1,000 سجين حرب بولندي على يد الهير في اليوم الأول، بينما كتب المؤرخ الأمريكي تيموثي سيندر أن أكثر من 3,000 سجين حرب بولندي قد قُتلوا في 63 عملية إطلاق نار متفرقة أُجبروا فيها غالبًا على خلع زيهم الرسمي. بالإضافة إلى الإعدامات على يد القوات النظامية، نُفذ المزيد من عمليات القتل الجماعي في المناطق النائية على يد الأينزاتسغروبن (مجموعات العمليات) المُشكّلة حديثًا التي يبلغ مجموع أفرادها 3,000 رجل بمساعدة منفذي الإعدام المتطوعين من وحدات سيلبستشوتز، ليصل العدد الإجمالي لعمليات القتل إلى 16 ألف قبل نهاية 16 سبتمبر عام 1939. قُتل أكثر من 45 ألف بولندي في الأراضي المُحتلة قبل نهاية العام.